# 791 Ані
791 Ані (1914 UV, 1949 WH, 1964 PO, 1975 XM, 791 Ani) — астероїд головного поясу, відкритий 29 червня 1914 року.
Тіссеранів параметр щодо Юпітера — 3,125.